# Mikroregion Guanhães

Mikroregion Guanhães

Mikroregion Guanhães – mikroregion w brazylijskim stanie Minas Gerais należący do mezoregionu Vale do Rio Doce.

## Gminy
- Braúnas
- Carmésia
- Coluna
- Divinolândia de Minas
- Dores de Guanhães
- Gonzaga
- Guanhães
- Materlândia
- Paulistas
- Sabinópolis
- Santa Efigênia de Minas
- São João Evangelista
- Sardoá
- Senhora do Porto
- Virginópolis